# Kiko Zambianchi
Francisco José Zambianchi, detto Kiko (14 ottobre 1960), è un cantante e chitarrista brasiliano.

## Biografia
Musicista italobrasiliano in attività dal 1984, è stato in auge prettamente fino al 1989, per poi smarrire la sua migliore vena creativa. Zambianchi ha fatto subito centro col disco d'esordio, Choque (1985), comprendente i singoli Primeiros Erros (Chove) (di cui sono state poi realizzate ben 87 cover), Rolam as pedras, Nossa Energia (musicato da Lulu Santos), Quem Sofre Sou Eu (firmato da Marina Lima) e No Meio Da Rua, entrato a far parte della colonna sonora del telefilm Società a irresponsabilità illimitata. Nel suo secondo lavoro, Quadro Vivo (1986), dove il rock si fonde con la black music, si trovano i fortunati pezzi Serà e Alguem, quest'ultimo inserito nella telenovela Potere. Nel 1987 l'artista ha pubblicato l'album eponimo Kiko Zambianchi, mentre nel 1989 è stata la volta di Era das Flores, contenente tra l'altro una cover di Hey Jude dei Beatles, ascoltabile anche nella telenovela Top Model.
Nel 1996 ha recitato nella telenovela Xica da Silva, sostenendovi il ruolo di un militare.

## Vita privata
Ha due figlie, Ana Julia e Giovanna.

## Discografia

### Album
- Choque (1985)
- Quadro Vivo (1986)
- Kiko Zambianchi (1987)
- Era das Flores (1989)
- KZ (1997)
- Disco Novo (2002)
- Acústico Ao Vivo (2013)